# بتل منر (ویرجینیا)
بتل منر، ویرجینیا (انگلیسی: Bethel Manor, Virginia) یک حوزه سر شماری در شهرستان یورک، ویرجینیا در ایالات متحده آمریکا که به موجب سرشماری سال ۲۰۱۰ آمار آن ۳۹۷۲ نفر بود. بتل منر یک منطقه نظامی مرتبط با ستاد مشترک لانگلی یوستیس است.